# 茄苳 (大字)
茄苳，是臺灣雲林縣西螺鎮的一個傳統地域名稱，位於該鎮北部偏東。相較於今日行政區，其範圍大致包括大園里東南半部、大新里西部中段及西南端、振興里不含西南部及東部邊界地帶中央偏南一小段、西安里東北端。

## 歷史
台灣清治末期至日治初期，茄苳地區為一街庄，稱為「茄苳庄」，隸屬於西螺堡。昔日該街北隔西螺溪與潮洋厝庄相望，東與新宅庄為鄰，南邊為埤頭垻庄，西南邊為新社庄，西邊為西螺街。
1901年（日治明治三十四年）11月，全台廢縣廳改設二十廳，該庄隸屬於斗六廳。1903年（明治三十六年）6月，該庄編入「西螺區」，隸屬於斗六廳。1909年（明治四十二年）10月，合併二十廳為十二廳，西螺區改隸屬於嘉義廳。1920年（大正九年），全台地方制度大改正，廢十二廳改設五州二廳，該庄改制為「茄苳」大字，隸屬於臺南州虎尾郡西螺街。
戰後西螺街改制為西螺鎮，隸屬於臺南縣，大字亦改制為里。1950年10月，雲、嘉、南分治，西螺鎮改隸屬雲林縣。

## 濁水溪整治
1911年（明治四十四年）開始進行濁水溪治理工程，成立「濁水溪治水工事事務所」，分三期進行整治工作。縱貫線通車後，為了保護縱貫鐵路，在二水鐵路橋上下游兩岸興建下水埔、新虎尾、林內等堤防，將原來巨幅擺盪的河道截堵成現在的濁水溪樣貌。

## 聚落
本地區發展較早的聚落為小茄苳（振興）、茄苳仔，在日治期初期的官方地圖上已有記載。

## 交通
國道1號又稱「中山高速公路」，是貫穿台灣西部的兩條縱向高速公路之一，大致以北北東—南南西走向經過茄苳地區東部，並於東南端的省道台1線交會處設有西螺交流道（交流道範圍擴及與埤頭垻地區交界地帶）。由此可快速前往國道1號沿線各地。
省道台1線（新西螺大橋、大橋南路、中山路）又稱「縱貫公路」，是台北至屏東楓港的傳統平面幹道，大致以北北西—南南東走向轉北北東—南南西走向再轉北北西—南南東走向經本地區中部偏西地帶，並與國道1號交會於本地區東南端的西螺交流道。由該道路向北北西可經西螺市區東側前往溪州、北斗、田尾等地；向南南東轉東南經莿桐市區轉南再轉南南西可前往虎尾東北部、斗南、大埤東部等地。
縣道154號（興農東路、光復東路）是麥寮鄉六輕廠至林內鄉的道路，也是雲林縣最北側的橫貫縣道，大致以西南微西—東北微東走向由本地區西部邊界中央地帶入境，經省道台1線路口後轉東南東，至本地區東部凸出部北側邊界最西端經國道1號高架橋下後，沿邊界繞大彎轉南南東再轉東出境。由該道路向西南微西轉西南西可前往西螺市區南側、二崙中北部、崙背中北部、麥寮的六輕廠等地；向東經大茄苳聚落後可前往莿桐中北部、林內並止於省道台3線路口。
鄉道雲36線（興農東路）是番社至茄苳仔的道路，全線與縣道154號共線，起點為西螺地區南部偏西側的縣道145號路口，終點為本地區西北部的光復東路路口。
鄉道雲43線（廣興路）是西螺至廣興的道路，大致以北向南蜿蜒經過本地區西端。由該道路向北可前往西螺市區東南部並止於縣道154號路口；向南可前往新社與碑頭垻交界地帶、頂湳東北端、頂湳與碑頭垻交界地帶、碑頭垻地區西南部的廣興聚落並止於鄉道雲44線路口。
鄉道雲46線是大新至四塊厝的道路，其西南側端點（終點）位於本地區南部邊界外不遠處的省道台1線路口（四塊厝聚落西南郊，近國道1號西螺交流道）。由此向東北轉北北西再轉北北東沿國道1號西螺交流道外緣而行，入境後行一小段路即轉東微北出境，可前往番子與新宅交界地帶（途經四塊厝聚落）、新宅地區西部的大茄苳聚落並止於縣道154號路口。

## 學校
- 西螺農工